# Lentinus glabratus
Lentinus glabratus är en svampart som beskrevs av Mont. 1842. Lentinus glabratus ingår i släktet Lentinus och familjen Polyporaceae.   Inga underarter finns listade i Catalogue of Life.